# Географија Републике Ирске
Острво Ирска се простире на 84.421 km² од којих пет шестина припада Републици Ирској, а остатак чини Северну Ирску. На западу се налази Атлантски океан, на североистоку Северни канал. На истоку се налази Ирско море које се на југозападу спаја са океаном преко Канала Светог Џорџа и Келтског мора. Западна обала Ирске се махом састоји од стена, брда и ниских планина (највиша тачка је Карунтухил (Carrauntoohill) на 1.041 m).
Локална умерена клима је нешто измењена услед Североатлантске струје. Ретка су веома врућа лета, али се температура зими не спушта често испод нуле. Падавине су врло честе, са чак до 275 кишних дана годишње у неким деловима земље. Главни градови су престоница Даблин на источној обали, Корк на јужној, Голвеј и Лимерик на западној обали те Вотерфорд на јужној обали (види Градови у Ирској).

### Проблем Северне Ирске односно Шест округа
Северна Ирска, или Шест округа, како се ова територија зове на остатку острва, будући да се састоји од шест, од укупно девет, округа покрајине Алстер, настала је одлуком британске владе из 1921. о подели Ирске. Ова се подела не прихвата у Републици Ирској тако да се шест округа
- Фермана
- Арма
- Тајрон
- Даун
- Антрим
- Дери

сматрају делом Ирске под британском окупацијом. Уз већ поменуте, покрајину Алстер творе и окрузи Каван, Монахан и Донегол. Уз Алстер, остале покрајине ирског острва су:
- Манстер,
- Конахт
- Ленстер.

Укупно на острву има 32 округа.

## Клима
Клима Ирске је атлантска, с много влаге, великом облачности и мало сунчаних дана, нарочито у западним деловима, који су под непосредним утицајем сталних и снажних западних ветрова. Због тога тај део земље има већу количину годишњих падавина (око 1500 mm) од источног (750 mm). Највише падавина има југозападни планински део – око 2500 mm. Због сталне влаге, и зато што нема суша ливаде су стално зелене, па је по томе Ирска и добила име зелено острво.